# Unité paysagère
Une unité paysagère représente un morceau de territoire au sein duquel le système paysager (ensemble des caractères de relief, d'hydrographie, d'occupation du sol, de formes d'habitat et de végétation) présente une homogénéité d'aspect et répond à la même logique. Elle peut être divisée « en sous-unités paysagères, celles-ci se distinguant les unes des
autres par une moindre différence d’organisation ou de forme de leurs composantes par rapport aux
unités elles-mêmes ».
L'unité de paysage possède des caractéristiques propres, une organisation spatiale et des évolutions spécifiques. L'analyse de plusieurs unités permet :
- une approche sensible réalisée sur le terrain,
- une approche thématique qui permet la mise en relations d'éléments homogènes du paysage environnant,
- une approche dynamique dont le but est de préciser et d'appréhender les tendances d'évolution du paysage.